# Ракониђи
Ракониђи (итал. Racconigi) је насеље у Италији у округу Кунео, региону Пијемонт.
Према процени из 2011. у насељу је живело 9156 становника. Насеље се налази на надморској висини од 269 м.

## Географија
| Клима (Ракониђи)           | Клима (Ракониђи) | Клима (Ракониђи) | Клима (Ракониђи) | Клима (Ракониђи) | Клима (Ракониђи) | Клима (Ракониђи) | Клима (Ракониђи) | Клима (Ракониђи) | Клима (Ракониђи) | Клима (Ракониђи) | Клима (Ракониђи) | Клима (Ракониђи) | Клима (Ракониђи) |
| Показатељ \ Месец          | .Јан.            | .Феб.            | .Мар.            | .Апр.            | .Мај.            | .Јун.            | .Јул.            | .Авг.            | .Сеп.            | .Окт.            | .Нов.            | .Дец.            | .Год.            |
| -------------------------- | ---------------- | ---------------- | ---------------- | ---------------- | ---------------- | ---------------- | ---------------- | ---------------- | ---------------- | ---------------- | ---------------- | ---------------- | ---------------- |
| Средњи максимум, °C (°F)   | 3,7 (38,7)       | 6,4 (43,5)       | 11,5 (52,7)      | 17,0 (62,6)      | 22,1 (71,8)      | 26,2 (79,2)      | 28,8 (83,8)      | 27,4 (81,3)      | 23,0 (73,4)      | 15,9 (60,6)      | 9,3 (48,7)       | 5,4 (41,7)       | 28,8 (83,8)      |
| Средњи минимум, °C (°F)    | −1,9 (28,6)      | −0,7 (30,7)      | 3,5 (38,3)       | 7,6 (45,7)       | 11,7 (53,1)      | 15,5 (59,9)      | 17,9 (64,2)      | 16,9 (62,4)      | 14,3 (57,7)      | 8,7 (47,7)       | 3,9 (39)         | 0,0 (32)         | −1,9 (28,6)      |
| Количина падавина, mm (in) | 23 (9,1)         | 34 (13,4)        | 59 (23,2)        | 86 (33,9)        | 60 (23,6)        | 67 (26,4)        | 53 (20,9)        | 47 (18,5)        | 66 (26)          | 91 (35,8)        | 87 (34,3)        | 68 (26,8)        | 741 (291,9)      |
| [ тражи се извор ]         |                  |                  |                  |                  |                  |                  |                  |                  |                  |                  |                  |                  |                  |

## Становништво
| 1931. | 1936. | 1951. | 1961. | 1971. | 1981. | 1991. | 2001. | 2011.  |
| ----- | ----- | ----- | ----- | ----- | ----- | ----- | ----- | ------ |
| 8.689 | 8.209 | 8.468 | 8.570 | 9.646 | 9.813 | 9.912 | 9.856 | 10.028 |